# Khmer Rumdo
Als Khmer Rumdo (Khmer: ខ្មែររំដោះ Khmer Rumdah also: Befreiende Khmer) wird eine Widerstandsbewegung bezeichnet, die zwischen 1970 und 1975 das Regime der Republik Khmer unter Lon Nol bekämpfte.
Die Bewegung wurde von Nord-Vietnam unterstützt und war an der FUNK und der GRUNK beteiligt, welche unter der nominellen Führung von Prinz Norodom Sihanouk die Republik bekämpfte. Die Khmer Rumdo waren besonders im Osten des Landes aktiv und beteiligten sich maßgeblich an der Eroberung von Phnom Penh im April 1975. Die Bewegung galt als kommunistisch und wird zu den Fraktionen der Roten Khmer gezählt. Nach der Machtergreifung der Roten Khmer am 17. April 1975 übernahmen sie weitgehend die Herrschaft in der östlichen Zone des Landes, wurden aber von der Zentralregierung um Pol Pot bekämpft. Sie galten als pro-vietnamesisch, während die Zentrale einen stark nationalistischen und anti-vietnamesischen Kurs fuhr. Während des Bürgerkriegs trugen die Kämpfer grüne Uniformen, während die anderen Fraktionen der Roten Khmer schwarze Uniformen trugen. Die Khmer Rumdo galten als die am besten ausgerüsteten, diszipliniertesten und kampfstärksten Divisionen der Roten Khmer. Sie galten als gemäßigt und erlaubten in ihrem Herrschaftsbereich die Religionsausübung und Märkte.
Im März 1974 wechselten einige Gruppen der Khmer Rumdo die Seiten und unterstützten die Regierungstruppen von Lon Nol gegen die Roten Khmer. In den Augen vieler Führer der Roten Khmer galten die Khmer Rumdo wegen ihrer Nähe zu Vietnam als Verräter. Einige Anführer wurden im Foltergefängnis Tuol Sleng in Phnom Penh ermordet. Zehn-, wenn nicht hunderttausende Menschen starben im Bürgerkrieg 1977–1978 zwischen der östlichen Zone (Khmer Rumdo) und den restlichen Zonen des Demokratischen Kampuchea. Nach der Eroberung von Phnom Penh durch Vietnam im Jahre 1979 übernahmen einige Führungspersonen der Khmer Rumdo hohe Positionen in der Regierung der Volksrepublik Kambodscha.

## Bedeutende Mitglieder
- Chan Chakrey
- Hou Yuon (1926–1975)
- Hu Nim (1932–1977)
- So Phim (um 1925–1978)
- Heng Samrin (* 1934)
- Khieu Samphan (* 1931)